# Lomnica (dopływ Białej Orawy)
Lomnica – duży potok w pasmie Magury Orawskiej na Słowacji, w zlewisku Morza Czarnego, prawobrzeżny dopływ Białej Orawy. Długość ok. 7 km. Cały tok w granicach powiatu Namiestów.
Źródła na wysokości ok. 1070 m n.p.m. na północnych stokach szczytu Príslopec. Spływa w kierunku północno-wschodnim, początkowo stosunkowo szeroką doliną, rozdzielającą dwa grzbiety: po prawej długi grzbiet odchodzący od szczytu Príslopca przez Magurkę, Mrzáčkę i Surov ku dolinie Białej Orawy w Brzezie, zaś po lewej grzbiet odchodzący również w rejonie Príslopca ku północy na Štíbeľ, a następnie biegnący ku północnemu wschodowi przez Prípor także do doliny Białej Orawy. Na wysokości ok. 680 m n.p.m., we wsi Lomná, uchodzi do Białej Orawy.
Górna część doliny jest zalesiona. Dolna część do wysokości 770-850 m n.p.m. na stokach pokryta jest łąkami i pastwiskami. W najniższej części doliny wzdłuż potoku, aż do jego ujścia do Białej Orawy, ciągną się zabudowania Lomnej. Tok potoku, za wyjątkiem fragmentów na terenie wsi, nieuregulowany, miejscami meandrujący. Wzdłuż doliny Lomnicy, aż do wysokości ok. 770 m n.p.m., biegnie asfaltowa droga, udostępniająca sieć wyżej położonych dróg leśnych w tzw. grupie Paráča.
Cały bieg potoku od źródeł aż po ujście znajduje się w granicach Obszaru Chronionego Krajobrazu Górna Orawa.